# La Paz (métro de Mexico)
Pour les articles homonymes, voir La Paz (homonymie).
La Paz est une station terminus de la Ligne A du métro de Mexico, dans les délégations La Paz et État de Mexico.

## Situation sur le réseau

Plan du métro.

Établie en surface, la station La Paz terminus sud-est de la ligne A du métro de Mexico, est avant la station Los Reyes, en direction du terminus nord-ouest PantitlánLos Reyes.

## Histoire
La station ouverte en 1991, tient son nom de la municipalité de La Paz. Son icône représente une colombe de la paix, symbole sélectionné par Pablo Picasso en 1949 pour représenter le Mouvement de la Paix.

## Services aux voyageurs

### Desserte

Installations et desserte
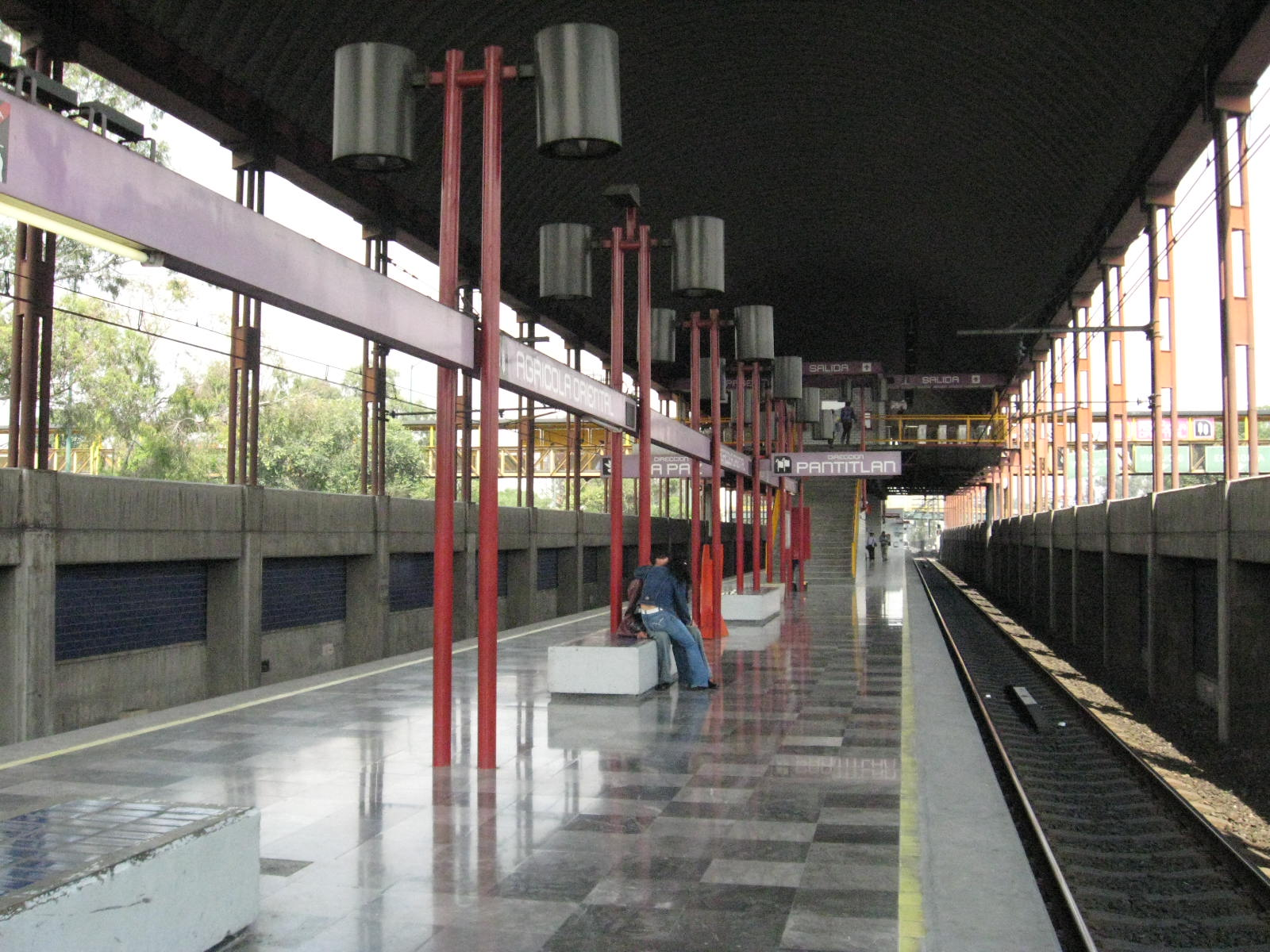
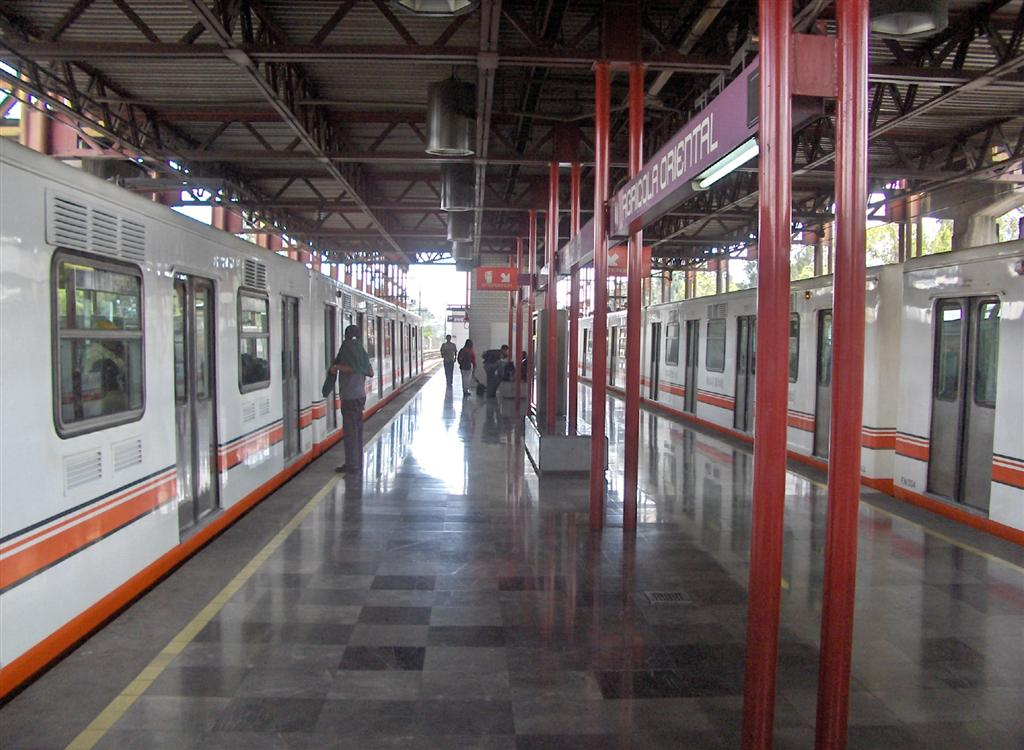